# Clavatula bimarginata
Clavatula bimarginata é uma espécie de gastrópodes do gênero Clavatula, pertencente a família Clavatulidae.